# پیتر لوی
پیتر لوی (انگلیسی: Peter Levy؛ زادهٔ ۵ سپتامبر ۱۹۵۵) فیلم‌بردار اهل استرالیا است.